# Bitva u Soissons (486)
Bitva u Soissons byla svedena v roce 486 mezi franskými silami pod vedením Chlodvíka I. a galsko-římskými silami království Soissons pod vedením Syagria. Bitva skončila franským vítězstvím, což byl pro Franky milník v jejich snaze etablovat se jako hlavní regionální mocnost.

## Předehra
Při konečném zhroucení Západořímské říše mezi lety 476 a 480 byl Syagrius posledním zbývajícím představitelem římské vlády v oblasti mezi Loirou a Sommou. Byl synem Aegidia, který byl římský magister militum per Gallias od roku 457 do roku 461. Syagrius si zachoval otcem ovládané území, panství Soissons, mezi Sommou a Loirou, přičemž si říkal dux.
Centrální poloha Soissons v severní Galii a její do značné míry nedotčená infrastruktura umožňovaly určitou úroveň stability v letech stěhování národů, ale také činily oblast lákavou pro její franské sousedy na severovýchodě. Říše ovládaná Syagriem byla téměř stejně velká jako území ovládané Franky, ačkoli Frankové měli své území rozdělené na malá království, přičemž na pravém břehu Rýna tato království byla nedotčena římskou kulturou.

## Bitva
Když se Chlodvikovi podařilo shromáždit dostatek Franků k expanzi na království Soissons, vydal výzvu Syagriovi, aby jmenoval čas a místo bitvy. Řehoř z Tours ve svém díle Historia Francorum zmínil i Chararicha, jednoho sálských Franků, který přivedl své jednotky na bitevní pole, ale pak stál stranou, přičemž doufal, že se připojí na stranu vítěze. Následná bitva byla pro Chlodvíka a jeho armádu rozhodujícím vítězstvím. Syagrius uprchl k Alarichovi II., králi Vizigótů, ale když Chlodvik pohrozil Vizigótům válkou, tak Syagria vydali zpět Frankům. Chlodvik pak nechal Syagria popravit. Po bitvě se říše Franků téměř zdvojnásobila, její hranice byla nyní na řece Loiře, kde navazovala na hranici říše Vizigótů, kteří byli expandujícími Franky v roce 507 poraženi v bitvě u Vouillé a donuceni ustoupit na Pyrenejský poloostrov.
V patřičnou dobu Chlodvík zajal i sálského vládce Chararicha a jeho syna. Poté je donutil přijmout tonzuru a svěcení na jáhna. Podle Řehoře z Tours, Chararich i jeho syn plánoval, že si znovu nechají narůst dlouhé vlasy. Když se o tom dozvěděl Chlodvík, nechal je popravit a jejich království i královský poklad anektoval.